# Inna Machno
Inna Jurijiwna Machno (ukrainisch Інна Юріївна Махно, auch Inna Makhno transkribiert; * 15. Oktober 1994 in Krementschuk) ist eine ukrainische Beachvolleyballspielerin. Sie wurde gemeinsam mit ihrer Schwester drei Mal Meisterin ihres Heimatlandes im Sand.

## Karriere
Inna Machno spielt seit 2010 auf der FIVB World Tour an der Seite ihrer Zwillingsschwester Iryna Machno. Sie wurden 2017, 2019 sowie 2021 ukrainische Meisterinnen im Beachvolleyball und standen dazu 2016 und 2018 im Endspiel. 2017, 2021, 2022 und 2023 nahmen sie an den Europameisterschaften teil und erreichten zwei Mal das Achtelfinale sowie ein weiteres Mal die erste Hauptrunde. Darüber hinaus gewannen sie 2019 das 1-Stern-Turnier in Ljubljana und 2022 das Future in Baden.